# Łańcut
Łańcut este un oraș în Polonia.